# إنريكي رامبال
إنريكي رامبال (بالإسبانية: Enrique Rambal)‏ ممثل أفلام إسباني. (8 مايو 1924 - 15 ديسمبر 1971) ظهر في 68 فيلمًا بين عامي 1952 و 1971. من أشهرها فيلم شهيد الجلجثة الذي جسد فيه دور المسيح.

## هوامش
كان إنريكي قد تزوج من الممثلتين مرسيدس بوركي ولوسي غالاردو.